# Открито първенство на Австралия 2012
Откритото първенство на Австралия 2012 е тенис турнир на твърда настилка. Това е 100-тното издание на Откритото първенство на Австралия и първо състезание от Големия шлем за годината. Провежда се на кортовете на Мелбърн Парк в Мелбърн от 16 до 29 януари 2012 г.

## Сингъл

### Сингъл мъже
| Шампион            | Шампион            | Финалист                   | Финалист           |
| ------------------ | ------------------ | -------------------------- | ------------------ |
| Новак Джокович (1) | Новак Джокович (1) | Рафаел Надал (2)           | Рафаел Надал (2)   |
| Полуфиналисти      |                    |                            |                    |
| Анди Мъри (4)      | Анди Мъри (4)      | Роджър Федерер (3)         | Роджър Федерер (3) |
| Четвъртфиналисти   |                    |                            |                    |
| Давид Ферер (5)    | Кей Нишикори (24)  | Хуан Мартин дел Потро (11) | Томаш Бердих (7)   |

### Сингъл жени
| Шампионка             | Шампионка             | Финалистка         | Финалистка         |
| --------------------- | --------------------- | ------------------ | ------------------ |
| Виктория Азаренка (3) | Виктория Азаренка (3) | Мария Шарапова (4) | Мария Шарапова (4) |
| Полуфиналистки        |                       |                    |                    |
| Ким Клейстерс (11)    | Ким Клейстерс (11)    | Петра Квитова (2)  | Петра Квитова (2)  |
| Четвъртфиналистки     |                       |                    |                    |
| Каролине Возняцки (1) | Агнешка Радванска (8) | Екатерина Макарова | Сара Ерани         |